# Daigo Fukuryu Maru
La Daigo Fukuryū Maru (第五福龍丸? lett. "barca del drago fortunato numero cinque") era una nave giapponese per la pesca dei tonni, che fu esposta e contaminata da radiazioni provocate da un esperimento nucleare statunitense di una bomba all'idrogeno sull'Atollo di Bikini, il 1º marzo 1954.
Kuboyama Aikichi, il radiotelegrafista capo dell'imbarcazione, morì sei mesi dopo il test, il 23 settembre 1954, a causa della sindrome acuta da radiazioni.

## Prima dell'incidente
L'imbarcazione venne varata nel 1947 a Koza, come peschereccio battezzato Dainana Kotoshiro Maru (第七事代丸? Kotoshiro Maru N.7). In seguito divenne una nave per la pesca dei tonni a Yaizu, e venne ribattezzata Daigo Fukuryu Maru.

## Contaminazione radioattiva imprevista

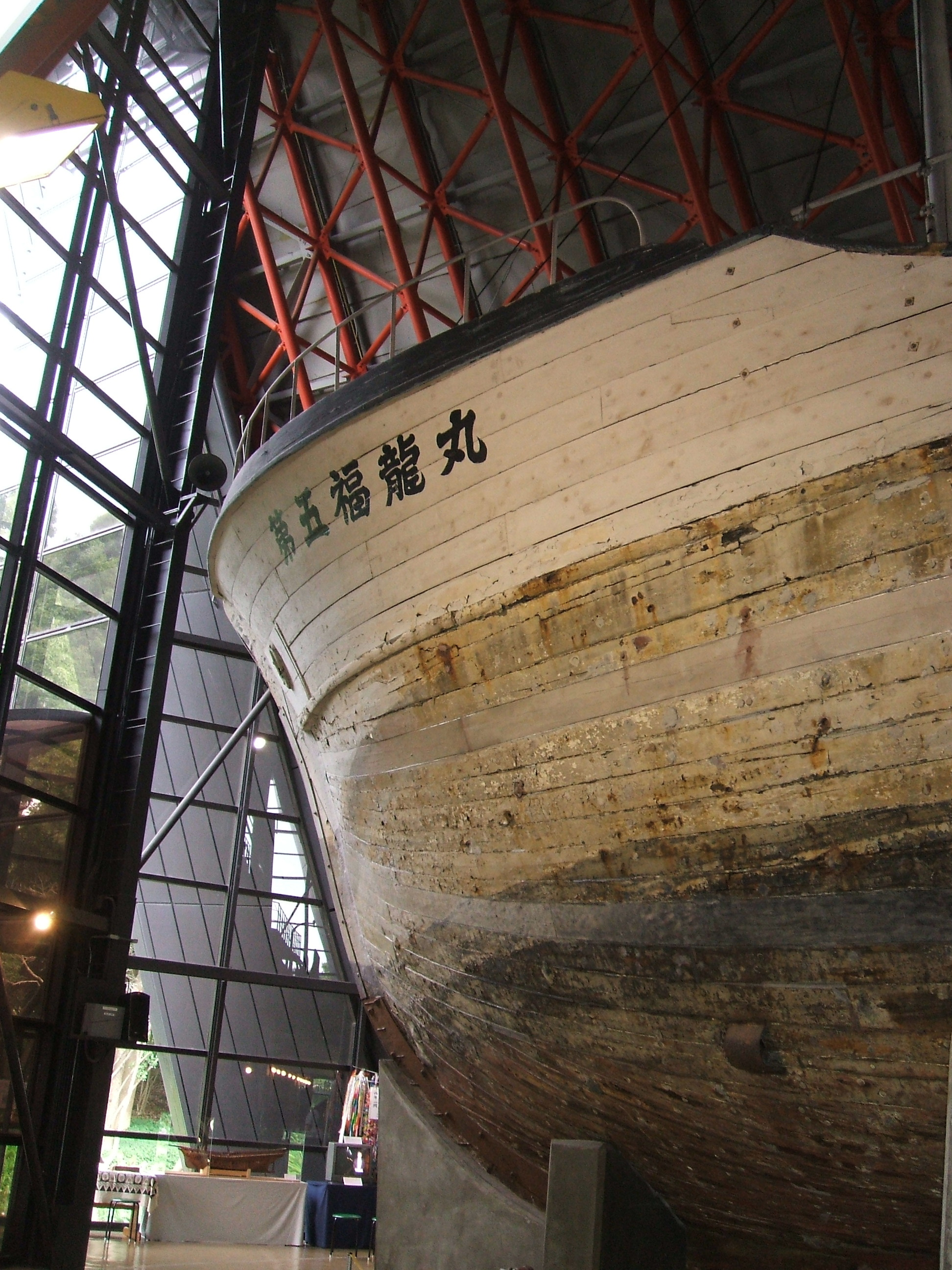
La Daigo Fukuryu Maru in mostra a Tokyo nel parco di Yumenoshima.

La Daigo Fukuryu Maru incappò nell'esperimento nucleare segreto statunitense Castle Bravo sull'Atollo di Bikini, nei pressi delle Isole Marshall, il 1º marzo 1954.
La nave, assieme ai suoi 23 marinai e pescatori, venne contaminata dalle radiazioni. Fece quindi ritorno a Yaizu, in Giappone, assorbendo nei giorni seguenti ulteriori radiazioni depositatesi anche sul pescato che finì sul mercato giapponese al loro arrivo il 14 marzo, sollevando la preoccupazione dei consumatori che fece precipitare il consumo ittico. Il peschereccio venne quindi isolato e i marinai messi in quarantena.
Quando venne condotto l'esperimento, la Daigo Fukuryu Maru stava pescando al di fuori della zona di pericolo come dichiarata in anticipo dal governo degli USA. Tuttavia la potenza dell'esplosione fu almeno il doppio di quanto si fosse preventivato, e inoltre le condizioni meteorologiche dei venti mutarono rapidamente rispetto alle previsioni.
I pescatori ignari della situazione pericolosa si allontanarono dopo avere recuperato le reti calate in mare, venendo esposti al fallout radioattivo per alcune ore, e poi dai residui radioattivi depositati per giorni. 
In seguito, gli Stati Uniti allargarono la zona di pericolo, e si venne a sapere che altri pescherecci erano all'opera nella zona allargata, oltre alla Daigo Fukuryu Maru. Si stima che circa cento navi da pesca vennero contaminate dalle radiazioni del test nucleare.
La tragedia della Daigo Fukuryu Maru portò all'insorgere di un'ondata di radiofobia e al conseguente sviluppo di un movimento anti-nucleare in Giappone, paese già vittima delle bombe atomiche statunitensi nella seconda guerra mondiale. Il governo statunitense temette che questo movimento potesse avere una svolta anti-statunitense e tentò di negoziare rapidamente con il governo giapponese, guidato dal primo ministro Shigeru Yoshida, che era considerato un politico filo-statunitense.

## Risarcimenti
Il governo degli Stati Uniti pagò 2.000.000 dollari alle vittime. Il governo giapponese acconsentì a non cercare ulteriori risarcimenti dal governo USA.
Oggi la Daigo Fukuryu Maru è in mostra a Tokyo nel parco di Yumenoshima.

## Memoria dell'incidente
Cinque anni dopo l'incidente, il regista giapponese Shindo Kaneto girò un film intitolato Daigo Fukuryu Maru. L'attore Uno Jukichi recitava nel ruolo di Kuboyama Aikichi.
L'incidente della nave venne "ricordato" nella Serie Tv "Star Trek", dando parte del nome nel famoso difficilissimo test d'ingresso alla Flotta Stellare, a cui un giovane James T.Kirk trovò una "soluzione" fuori dalle regole... di trattava del Test "Kobayashi Maru".